# Lincolnton (Georgia)
Lincolnton is een plaats (city) in de Amerikaanse staat Georgia, en valt bestuurlijk gezien onder Lincoln County.

## Demografie
Bij de volkstelling in 2000 werd het aantal inwoners vastgesteld op 1595.
In 2006 is het aantal inwoners door het United States Census Bureau geschat op 1542, een daling van 53 (-3,3%).

## Geografie
Volgens het United States Census Bureau beslaat de plaats een oppervlakte van
8,3 km², geheel bestaande uit land. Lincolnton ligt op ongeveer 151 m boven zeeniveau.

## Plaatsen in de nabije omgeving
De onderstaande figuur toont nabijgelegen plaatsen in een straal van 28 km rond Lincolnton.